# 虞洽卿
虞洽卿（1867年6月19日—1945年4月26日），幼名瑞岳，名和德，字洽卿，浙江寧波人，中國企業家和社會活動家。

## 生平

### 出生
1867年6月19日，虞和德出生在浙江省宁波府三北地区镇海县北部的龙山乡山下村。虞洽卿成名后，上海人常称“宁波虞洽卿”或“三北虞洽卿”。虞和德的父亲虞万丰原是当地一名裁缝，母亲虞方氏，生了两个儿子，长名瑞岳（即虞洽卿）；次名瑞芳。虞洽卿5岁时父亲病故，因此家庭经济陷入困境，依靠母亲从事纺织维持一家生计。虞洽卿对母亲极为孝顺，凡是他母亲所命无不尽力办到。包括他后来捐出巨资兴办家乡公益事业，以及平素勤俭节约的习惯，均与母教有关。1930年他母亲去世，虞洽卿为其母大办丧事，也曾轰动一时。虞洽卿只勉强读了三年私塾，就被迫辍学，每天到海滩上捡拾蚌蛤贴补家用（称为“靠海囡”）。
自从1843年上海开埠以后，宁波籍人士就形成了在上海经商的传统，旅居上海的宁波籍人士当时已经是当地势力最大的一个商帮。在1881年，年仅14岁的虞洽卿经人介绍，也只身前往上海，在望平街上的瑞康颜料行当学徒。由于他工作勤快、善于招揽生意，使得瑞康颜料行的盈利大幅增加，很快得到老板奚润如的赏识，未及满师就升为跑街，负责联系业务。望平街上的同行竞相以高薪争聘虞洽卿，店主则用加薪、赠干股等办法设法笼络挽留。
瑞康的主要业务是经销德国进口染料。虞洽卿经常与外国洋行接触，认识到英语在上海这个国际商埠的重要性，于是开始利用业余时间向传教士学习英语，并到城隍庙等处为外国游客导游，藉以练习会话。

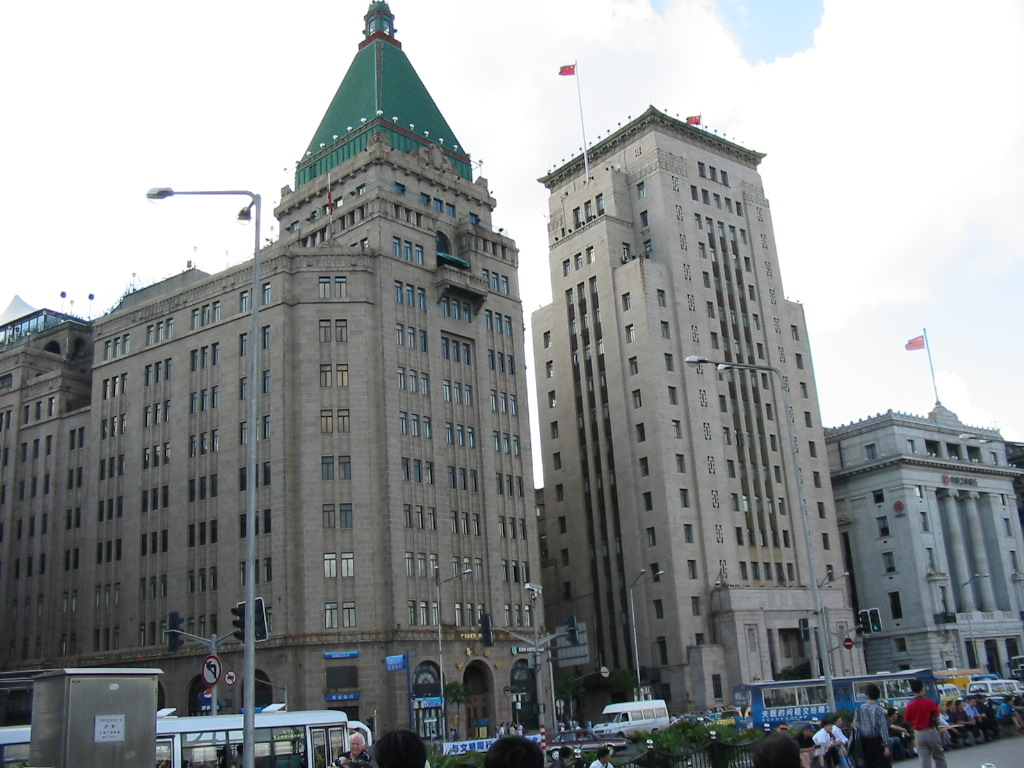
荷兰银行的上海分行，就开设在左侧的沙逊大厦一楼

1892年，25岁的虞洽卿经族人虞芗山介绍，被聘任为德商鲁麟洋行跑街，旋即升买办。由于可以抽取高额佣金，收入颇丰。同时虞洽卿自己也兼做进出口生意及房地产买卖，他设立升顺、顺征等地产公司和通惠银号，购进闸北顺征里全部房产和浙江路等多处房地产。1896年，虞洽卿花了400多两白银，向清政府捐得候補道台官衔。
1898年，上海法租界发生第二次四明公所事件。四明公所是旅沪宁波籍人士的会馆，创建于1797年，1862年被划入上海法租界内。1874年，已经因征地筑路迁坟发生过一起法租界公董局与宁波同乡会之间的流血冲突。24年后，双方再次发生流血冲突，引发全体旅沪宁波人的一致停工罢市抗议，最终四明公所的地产得以保全。在这次事件中，虞洽卿崭露头角，特别是他鼓动洗衣业领袖沈洪赉，带领全市洗衣业工人拒绝为法国人服务，使他成为沪上妇幼皆知的知名人士。他也因此被选为四明公所会董。
1902年，他辞去了鲁麟洋行的职务，改任华俄道胜银行买办，次年荷兰银行在上海新设立分行，虞洽卿又转任该行买办。荷兰银行发行纸币，并做进出口押汇等业务。虞洽卿的买办身分虽延续到1941年离沪为止，但自1924年起已由其子虞顺恩代理。由于虞洽卿任职期间使该行获得巨额利润，1929年2月荷兰政府颁给他勋章，并赠王室保存了200多年的自鸣钟一座。
1905年12月，上海发生大闹会审公廨案，一名广东籍的官太太黎黄氏带着15名婢女从四川回广东原籍，路过上海时被上海公共租界巡捕房以贩卖人口罪名拘捕。租界会审公廨审理此案时，又发生中英两国会审官对女犯应当关押在何处的争议，外国巡捕不尊重中国官员，用武力抢夺犯人。上海居民对本国官员受辱反应强烈，四处围打巡捕，还放火烧了巡捕房。虞洽卿作为代表与租界当局交涉，据理力争，又策动商人罢市，工人罢工，租界华捕罢岗，最终迫使英方让步，释放黎黄氏，规定“今后一律由中方巡捕到会审公堂维持秩序”。这次“大闹公堂案”与“四明公所事件”使虞洽卿成为上海滩妇幼皆知的知名人士。
1905年，虞洽卿等人领导上海总商会发起创办了华商体操会。1906年，虞洽卿赴日本考察，回国后决心发展实业。1907年3月，华商体操会正式加入上海公共租界万国商团，是为“万国商团中华队”。每当政局动荡不安，“中华队”就随“万国商团”出防维持秩序。当时五大臣考察回国，载泽、端方等人途径上海，虞洽卿率华人队前往接受了他们的检阅，受到他们嘉奖。以后上海华界也效仿组织了“上海商团”，在辛亥革命期间，参加攻打江南制造局，成为光复上海的一支武装力量。
1908年，虞洽卿与一批旅沪宁波籍人士袁鎏、朱佩珍、吴传基、李厚垣、方舜年、严义彬、叶璋、周晋镳、陈薰开办四明银行。
1909年，虞洽卿又开始投资于航运业，先后创办宁绍、三北、鸿安3家轮船公司，经营上海至宁波、上海至汉口的航线，获得巨利，为当时国内民营航运企业之首。
1910年，他在南京发起南洋劝业会，任副会长。1911年辛亥革命时，他资助同盟会经费，沪军都督府成立，任顾问官、闸北民政总长。1919年五四运动期间上街劝说开市。1920年起任上海证券物品交易所理事长。1924年当选为上海总商会会长。1925年五卅运动中起初曾支持罢工、罢市等活动。1927年支持北伐，反对孙传芳，又支持蒋中正四一二清党反共。在南京国民政府统治的10年时间内，他曾任上海特别市参议会参事、中央银行监事、国民政府全国经济委员会委员、上海公共租界工部局华董、上海公共租界纳税华人会主席。
抗日战争时期，在上海组织中意轮船公司，并任上海难民救济会会长，从西贡、仰光运来平粜米，解决租界内难民拥挤而缺粮的危机。不过也有人指出他从中假公济私，获取大量利润。全面抗战爆发后，他一直留在上海一个很重要的原因就是要完成重庆方面的任务，和日汪势力斗争捍卫重庆在上海租界的有限主权，保证重庆对上海租界华人法院、及华董位置的控制。但是1941年，汪精衛集中力量要控制租界主权，虞洽卿在沪已无可为，他离沪赴港，蒋介石方面为了避免虞洽卿被汪精衛政權利用，建议他去重庆。到重庆后，蒋介石设宴欢迎他。但是离开上海的他，在公共事务上影响力锐减，蜕化成一个纯粹的政商。
1941年到重庆后，他的主要身份从一个航商变成了贸易商。利用特权关系，囤积战时紧俏货物，大量购买汽车，走陆运，获得巨额利润。

## 趣事
- 传说虞洽卿初到上海当学徒时，从十六铺码头下船后，恰逢天下大雨，他怕布鞋被淋湿，便赤脚前往瑞康颜料行，手提布鞋，一進門便因路滑而跌倒。正好瑞康老板前晚作夢，夢見一財神，赤腳，手持元寶，與虞洽卿手提布鞋的形象相似，故說虞是“赤脚财神”上门，對其多所優待。
- 虞洽卿还是为数极少的华人东正教徒之一，教名安利烈·帕夫洛维奇·虞，1935年成立上海中国正教协会时，他担任会长。不过该会存在了2年，就因为抗日战争爆发而停止活动。

## 遗迹
- 虞洽卿路：1936年，虞洽卿庆祝七十岁生日，宁波旅沪同乡会[3]举行了盛大的庆祝活动。1936年7月26日，上海公共租界工部局董事会一致通过了一项决议（外籍董事佔绝对多数），以他的名字命名了公共租界内第一条、也是唯一的一条以华人姓名命名的街道，将位于宁波旅沪同乡会门前，纵贯租界中心的南北向主要街道西藏路改名为虞洽卿路，10月1日正式改名，举行了盛大的命名典礼。（上海法租界内也有一条用华人姓名命名的朱葆三路—今溪口路，但只是一条又短又窄的小马路，朱葆三是浙江定海人）。虞洽卿路的名称一直使用到1943年汪精卫政府接收租界，恢复原名西藏路，1946年蒋中正政府再将其更名为西藏中路，此后路名未再更改。
- 浙江慈溪龙山虞氏旧宅建筑群（天叙堂，全国重点文物保护单位）[4]
- 上海武进路虞氏住宅（闸北区武进路560号、580号），列为不可移动文物[5]

## 腳註
1. 1 2 3 4  楼鹏飞，方印华（2014年）
2. ↑  馮筱才（2013年）
3. ↑  位于西藏路白克路口，今西藏中路凤阳路口，见[永久]
4. ↑  国家文物局介绍[永久]
5. ↑  .   [2007-04-19]. （原始内容存档于2007-10-20）.